# Strzała (leśnictwo)

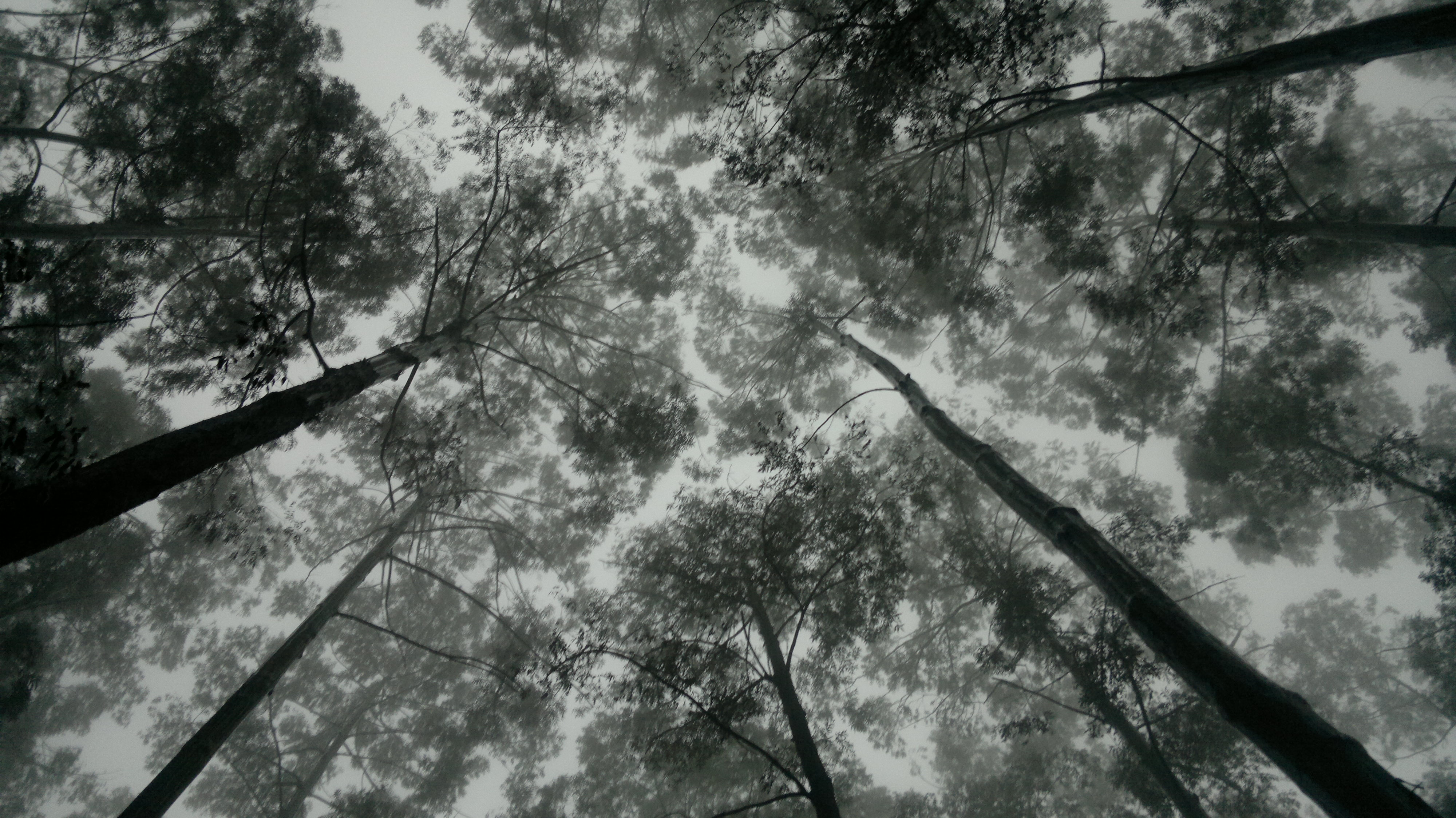
Pnie w formie strzały

Strzała – pień o prostym przebiegu od szyi korzeniowej (czyli podstawy) aż do wierzchołka drzewa. Strzałę wytwarzają iglaste oraz olsza (jako duże drzewo; z liściastych). W ich przypadku można wyróżnić jedną, prostą oś morfologiczną przebiegającą przez rdzeń pnia oraz mniej więcej symetryczne ułożenie gałęzi.